# رساله ابوحفض سغدی
فرهنگ ابوحفص سُغدی نوشته ابوحفص حکیم بن احوص سُغدی سمرقندی که موسیقی‌دان و از نخستین شاعران پارسی‌گوی و هم دوره حنظله بادغیسی و عباس مروزی (شاعر سدهٔ چهارم هجری) بوده‌ است. 
این فرهنگ تا اوایل سدهٔ ۱۱ ق در دست فرهنگ‌نویسان بوده است. زبان اهالی فرارود در آن هنگام فارسی بوده و زبان عربی زبان علمی به شمار می‌آمده است و ایرانیان فرهنگ‌های عربی - فارسی زیادی را نگارش کرده‌اند این کتاب امروز در کتابخانه‌ای وجود ندارد.

## اختلاف نظرها
محمد معین در پیشگفتار فرهنگ معین معتقد است که این فرهنگ اولین فرهنگ فارسی نوشته شده‌است که از آن اثری نیست.
سید محمد علی داعی‌الاسلام نیز در مقدمهٔ فرهنگ نظام معتقد است که فرهنگ سغدی «اکنون در هیچ کتابخانه بزرگ جهان» پیدا نمی‌شود.
سعید نفیسی معتقد است که برخی از فرهنگ نویسان معروف مانند جمال الدین انجو، سروری و تتوی در تألیف آثار خود از لغت نامه‌ای منسوب به ابوحفص استفاده کرده‌اند ولی از آنجا که شعرهای شاهدی که این مولفان از لغت‌نامهٔ یادشده برای واژه‌های خود نقل کرده‌اند، از شاعران سده‌های ۴ و ۵ قمری (مانند ناصر خسرو و عنصری) است، باید این ابوحفص را شخص دیگری و زمان او را پس از سدۀ ۵ قمری دانست.